# Ендем
Ендемски је појам који се односи на болест, социјални проблем или феномен, који је специфичан за одређену популацију, групу или културу или географску област. У епидемиологији се појам односи на болест која се јавља и опстаје само у оквиру једног региона или једне популације.